# Xilinx
Xilinx Inc. – przedsiębiorstwo, które opracowało architekturę FPGA. Założone w 1984 roku w Dolinie Krzemowej, obecnie z główną siedzibą w San Jose (Kalifornia). Największy światowy producent i projektant FPGA, posiada około połowy globalnego rynku tych urządzeń. Jeden z dostawców opracowanych przez siebie urządzeń CPLD. Spółka publiczna notowana na nowojorskiej giełdzie NASDAQ.
W październiku 2020 roku gigant informatyczny AMD ogłosił przejęcie spółki Xilinx Inc.